# آزمایشگاه ملی سندیا
آزمایشگاه ملی سندیا (به انگلیسی: Sandia National Laboratories) یک مرکز علمی نیمه سری فدرال در ایالت نیومکزیکو آمریکا است.
یک شعبه از این آزمایشگاه نیز در کالیفرنیا قرار دارد.